# Овален кабинет
Овалният кабинет е официалното работно място на президента на САЩ. Разположен е в Западното крило на Белия дом. Архитектурно се характеризира с три големи прозореца с южно изложение зад президентското бюро, както и камина в северната страна на помещението. Има четири врати, като източната води към Розовата градина. През западната се отива в по-малка стая, използвана за учебни цели, както и като трапезария. Северозападната врата води към главния коридор на Западното крило, а североизточната – към кабинета на секретаря на президента. Овалният кабинет има валчеста форма, като голямата ос е с дължина 10,9 m, а малката – 8,8 m. Височината му е 5,6 m.
Овалният кабинет често е свързван с президентската институция посредством паметни снимки. Съществува например снимка, на която младият Джон Ф. Кенеди-младши (синът на Джон Ф. Кенеди) надзърта през лицевия панел на бюрото на баща си; снимка, на която Ричард Никсън говори по телефона с космонавтите от „Аполо 11“ след успешната им мисия; или снимка, на която Ейми Картър (дъщерята на Джими Картър) носи със себе си сиамска котка. Използването на Овалния кабинет за телевизионни излъчвания им придава известна тежест, например когато Джон Ф. Кенеди съобщава новините от Карибската криза или когато Роналд Рейгън прави обръщение към държавата след експлозията на „Чалънджър“.
След построяването на Овалния кабинет през 1934 година по време на мандата на Франклин Рузвелт, в него се поставят настилки четири пъти. Първата настилка е от корк върху основа от иглолистна дървесина, но Дуайт Айзенхауер, който е любител на голфа, по-късно поврежда пода със своите стикове за голф. Линдън Джонсън заменя подовата настилка в средата на 60-те години с линолеум. През 1982 година Роналд Рейгън поръчва нов паркетен под, който този път е от бор и дъб, и новият дизайн прилича на оригиналните чертежи на Ерик Гаглър от 1934 година. През август 2005 година подът е отново подменен, този път от Джордж Буш, но разликите с предишния му вид са минимални.